# Rei Yonezawa
Rei Yonezawa (født 20. juli 1996) er en japansk fodboldspiller, som spiller for den japanske fodboldklub Kagoshima United FC.